# ヤーコフ・ジュガシヴィリ
ヤーコフ・ヨシフォヴィチ・ジュガシヴィリ（グルジア語: იაკობ ჯუღაშვილი、ロシア語: Я́ков Ио́сифович Джугашви́ли、1907年3月18日 - 1943年4月14日）は、ソヴィエト連邦の軍人。最終階級は陸軍中尉。
ソヴィエト連邦政府の第2代国家指導者であったヨシフ・スターリンの長男として知られ、ヤーコフ・スターリンと表記されることもある。

## 生涯

### 生い立ち
1907年3月18日、帝政ロシア時代のグルジア地方クタイスク近郊にあるバジ村に生まれる。両親は共にグルジア系ロシア人で、母は仕立て屋エカテリーナ・スヴァニゼ、父はロシア社会民主労働党の政治家ヨシフ・ヴィッサリオノヴィチ・ジュガシヴィリ（後のヨシフ・スターリン）であった。一家の長男として父スターリンからはヤーコフと名付けられたが、一家は同年に母が病没する不幸に見舞われる。
父は母の死を嘆き悲しむ一方、その間に生まれたヤーコフの存在を疎んだ。親族に預けると、ウラジーミル・レーニンの腹心としての活動に復帰し、ヤーコフを顧みる事はなかった。

### 父との確執
幼少期をグルジアに住む叔母の元で過ごす中、第一次世界大戦とロシア革命で帝政ロシアは倒れ、新たに成立したソヴィエト連邦政府を通じて父は権力の階段を上っていく。やがて青年期を迎えたヤーコフは母の弟である叔父アレクサンドル・スワニーゼの勧めで、より教育制度の充実している首都モスクワに移住する事を勧められる。
この時、既に国家指導者となりつつあった父を頼りに訪れている。だが父は同じ政治家であったナジェージダ・アリルーエワという女性と再婚しており、その間にワシーリー・スターリンという異母弟まで生まれていた。教育自体も父の故郷で話されるグルジア語しか使えず、まずロシア語を学ぶ所から始めねばならなかった。父スターリンはヤーコフに常に冷淡な態度で接し、「ただの出来損ない」と言って憚らなかった。1925年、ヤーコフはソーコリニキ電気学校を卒業して電気技師となった。同年にはモスクワで知り合った女性ゾーヤと結婚しているが、これも父からは全く歓迎されなかった。
1928年、一向に父から認めて貰えない事に思いつめたヤーコフは拳銃で自殺未遂を起こしている。幸い一命を取り留めたが、父は心配するどころかますます長男に冷たく当たり、「奴は銃をまっすぐに撃つ事も出来ないのか」と吐き捨てたという。
退院後、父の盟友セルゲイ・キーロフの助言により、ヤーコフは妻ゾーヤと共にレニングラードに転居した。変電所の電気修理工として家族を養うが家庭でも不幸に苛まれ、1929年初め頃に誕生した長女は同年10月に死亡、妻とも後に離婚している。1930年、ヤーコフは勉学に復帰する事を決意して再びモスクワに戻り、F.E.ジェルジンスキー名称モスクワ輸送技師大学熱物理学部に入校を許可されている。1935年に同大学を卒業、1936年からスターリン名称工場の技師として働いた。

### 第二次世界大戦

#### 従軍と収監

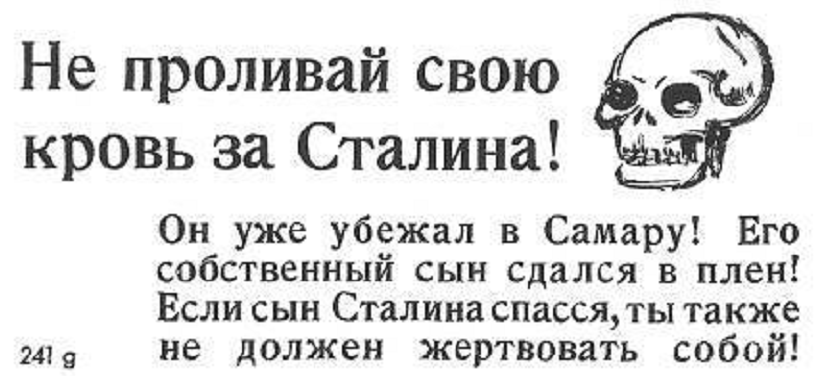
独ソ戦初期にドイツ軍が赤軍将兵に向けて撒いた伝単（1941年）
「スターリンの為に血を流すな！」
「彼は既にサマーラに逃亡した！彼の息子も既に投降している！スターリンの子が長らえているのなら、諸君も命を投げ打ってはならない！」
と、ヤーコフが捕虜になった旨が書かれている。

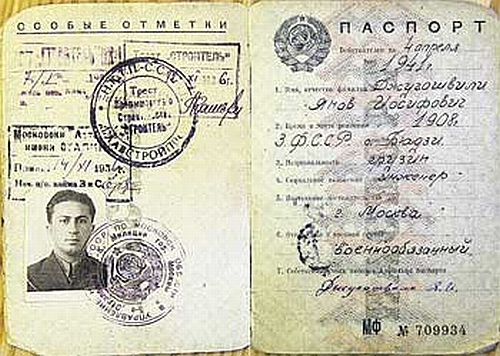
ヤーコフの旅券

1937年、スペイン内戦など国際情勢が緊迫化する中、労農赤軍砲兵アカデミー夜間部に入校して砲兵士官に転じた。私生活では1938年、オデッサ出身のユダヤ人女性ユーリャ・メリツェルと再婚、第二次世界大戦の最中となる1941年に共産党へ入党した。1941年にドイツのソ連侵攻による独ソ戦が始まると陸軍中尉となり前線に従軍した。
1941年6月27日、第14榴弾砲連隊の中隊長としてドイツ中央軍集団所属の第4装甲師団と交戦、7月4日に中隊はヴィテブスクで包囲され、7月16日にヤーコフは捕虜となった。ドイツ側の尋問調書によれば、同じく捕虜となった友軍兵士によって指揮官の中尉が「スターリンの息子」であると知ったという。ソ連の国家指導者の息子が捕虜になったというニュースは大いに戦争宣伝として活用され、ベルリンのラジオで宣伝された。
ソ連側は北西戦線政治局がヤーコフとドイツ軍将校が歓談している写真が掲載されたドイツ軍作成のビラを入手、8月7日に軍事会議議員アンドレイ・ジダーノフに送った事でスターリンの知る所となった。ジダーノフが事件について報告した際、スターリンは「息子が自分を困らせる為にわざと敵に捕まった」と考えたという。ソ連政府は敵に捕らえられた捕虜に対して厳格な態度で臨み、捕虜は「祖国への裏切り者」として見放され、家族も同罪として逮捕されていた。スターリンは自分の息子にも軍律を適用する事を命じ、ヤーコフの妻ユーリャは強制収容所へ送られた。

#### 収容所での死
同年の秋にはヤーコフの身柄はドイツ本国に移送され、宣伝大臣ヨーゼフ・ゲッベルスの管轄下に置かれ、1942年始めにハンメルスブルクの将校収容所「オフラグXIII-D」、同年4月にリューベックの「オフラグXC」に移送された。最終的にヤーコフはブランデンブルクのザクセンハウゼン強制収容所に送られ、連合軍高官の親族が収容されている区画で戦争捕虜として生活した。
大戦後期、敗色が濃厚になったドイツ側はスターリングラード攻防戦で捕虜になったフリードリヒ・パウルス元帥とヤーコフの交換をソ連側に提案したが、スターリンは「中尉と元帥を交換する馬鹿が何処にいるというのかね」と一蹴したという。また、逆にヒトラーの親族で捕虜になっていたレオ・ルドルフ・ラウバルとの交換も提案されたが、これも拒否されている。
実質的に父親に見捨てられる形となったヤーコフは、この事実を宣伝放送で聞いて衝撃を受け、ひどく落胆したという。それから暫くしてヤーコフは収容所内で死亡した。死因や経緯については不明瞭な部分が多く、収容所で他の捕虜と共に行進させられていた際、突然看守の制止を振り切り鉄条網に突進して「撃て！」と叫び、看守に射殺されたとも、電気柵に突進して感電死したとも、自殺したとも伝えられている。
ヤーコフに冷淡な扱いをし続けていたスターリンだが、部下から息子の最期を聞かされると、黙って彼の写真をじっと見つめたとされる。また、死後はヤーコフについて厳しい言葉で語る事も少なくなったという。

### 顕彰
1977年10月28日、ソ連最高会議幹部会は、ドイツ・ファシスト占領者との戦いにおける不屈さ、捕虜における勇敢な行動に対して、ヤーコフ・ジュガシヴィリ上級中尉に一等祖国戦争勲章を授与した。しかしこのことは秘密とされ、誰にも知られることはなかった。
モスクワ輸送技師大学とF.E.ジェルジンスキー名称砲兵アカデミーには、彼の記念碑が立っている。モスクワ鉄道輸送技師大学の博物館には、ザクセンハウゼン収容所の火葬場から取られた灰と土の入った骨壷が設置されている。

## 題材とした作品
- 映画「戦争は皆にとって戦争」（Война для всех война）：映画監督D.アバシゼの作品
- 詩「ヤーコフ・ジュガシヴィリ」（Яков Джугашвили）：詩人ニコライ・ドリゾの悲劇詩。1988年、「モスクワ」誌に掲載。